# 张宪省
张宪省（1962年1月—），山东郓城人，汉族，中国民主同盟盟员。中华人民共和国政治人物、第十三届全国人民代表大会山东地区代表。
2018年2月24日，当选为第十三届全国人大代表。